# پولیس محلی افغانستان
پلیس محلی افغانستان (ALP) یک سازمان محلی اجرای قانون، نیروی دفاعی و شبه نظامیان محلی به عنوان بخشی از وزارت امور داخله افغانستان مورد حمایت ایالات متحده و انگلیس است. اعضای آن که عمدتاً به عنوان یک نیروی دفاعی محلی در برابر شورشیان طالبان تشکیل شده‌اند، هیچ گونه قدرت دستگیری ندارند و فقط در صورت درخواست پولیس ملی افغانستان (ANP) مجاز به تحقیق در مورد جنایت هستند.
پولیس محلی بنا به درخواست فرمانده عمومی نیروهای پولیس در شمال و شمال شرق سترجنرال محمدداوود داوود با حمایت نیروهای بین‌المللی کمک به امنیت (ایساف) در تابستان ۲۰۱۰ تأسیس شد و هزینه آن را ایالات متحده پرداخت می‌کند. افسران سه هفته تحت آموزش نظامی و پلیس توسط پرسنل آیساف قرار می‌گیرند و اسلحه و لباس متحدالشکل دریافت می‌کنند. آنها برای دفاع از روستاهای خود در برابر حملات شورشیان و اجازه دادن به پولیس ملی در عملیات تهاجمی فعالیت دارند. در اصل قرار بود بین دو تا پنج سال کار کند اما ده سال فعالیت نمودند.